# Världsmästerskapen i landsvägscykling 2019
Världsmästerskapen i landsvägscykling 2019 avgjordes i Harrogate, Yorkshire, Storbritannien mellan 22 och 29 september 2019.  Det var mästerskapens 92:a upplaga och arrangerades av UCI.

## Medaljörer

### Elittävlingar
| Elitgrenar          | Guld                                                                                           | Guld       | Silver                                                                                     | Silver    | Brons                                                                                               | Brons     |
| Damernas linjelopp  | Annemiek van Vleuten · Nederländerna                                                           | 4:06.05    | Anna van der Breggen · Nederländerna                                                       | + 2.15    | Amanda Spratt · Australien                                                                          | + 2.28    |
| Damernas tempolopp  | Chloé Dygert Owen · USA                                                                        | 42.11,57   | Anna van der Breggen · Nederländerna                                                       | + 1.32,35 | Annemiek van Vleuten · Nederländerna                                                                | + 1.52,66 |
| Herrarnas linjelopp | Mads Pedersen · Danmark                                                                        | 6:27.28    | Matteo Trentin · Italien                                                                   | s.t.      | Stefan Küng · Schweiz                                                                               | + 0,2     |
| Herrarnas tempolopp | Rohan Dennis · Australien                                                                      | 1:05.05,35 | Remco Evenepoel · Belgien                                                                  | + 1.08,93 | Filippo Ganna · Italien                                                                             | + 1.55,00 |
| Mixat lagtempolopp  | Nederländerna                                                                                  | 38.27,60   | Tyskland                                                                                   | + 22,75   | Storbritannien                                                                                      | + 51,27   |
| Mixat lagtempolopp  | - Lucinda Brand - Riejanne Markus - Amy Pieters - Koen Bouwman - Bauke Mollema - Jos van Emden | 38.27,60   | - Lisa Brennauer - Lisa Klein - Mieke Kröger - Tony Martin - Nils Politt - Jasha Sütterlin | + 22,75   | - Lauren Dolan - Anna Henderson - Joscelin Lowden - John Archibald - Daniel Bigham - Harry Tanfield | + 51,27   |

### U-23-tävlingar
| U-23-herrar | Guld                          | Guld     | Silver                     | Silver  | Brons                        | Brons   |
| Linjelopp   | Samuele Battistella · Italien | 3:53.52  | Stefan Bissegger · Schweiz | s.t.    | Tom Pidcock · Storbritannien | s.t.    |
| Tempolopp   | Mikkel Bjerg · Danmark        | 40.20,42 | Ian Garrison · USA         | + 26,45 | Brandon McNulty · USA        | + 27,69 |

### Juniortävlingar
| Juniorgrenar              | Guld                     | Guld     | Silver                             | Silver | Brons                             | Brons   |
| Damjuniorernas linjelopp  | Megan Jastrab · USA      | 2:08.00  | Julie de Wilde · Belgien           | s.t.   | Lieke Nooijen · Nederländerna     | s.t.    |
| Damjuniorernas tempolopp  | Aigul Gareeva · Ryssland | 22.16,23 | Shirin van Anrooij · Nederländerna | + 3,61 | Elynor Bäckstedt · Storbritannien | + 10,93 |
| Herrjuniorernas linjelopp | Quinn Simmons · USA      | 3:38.04  | Alessio Martinelli · Italien       | + 0,56 | Magnus Sheffield · USA            | + 1,33  |
| Herrjuniorernas tempolopp | Antonio Tiberi · Italien | 38.28,25 | Enzo Leijnse · Nederländerna       | + 7,79 | Marco Brenner · Tyskland          | + 12,62 |